# ウィリアム・マクルール

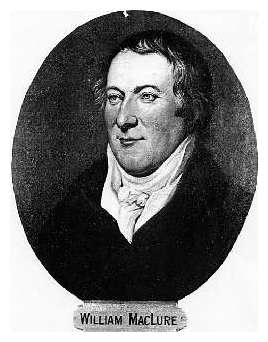
ウィリアム・マクルール

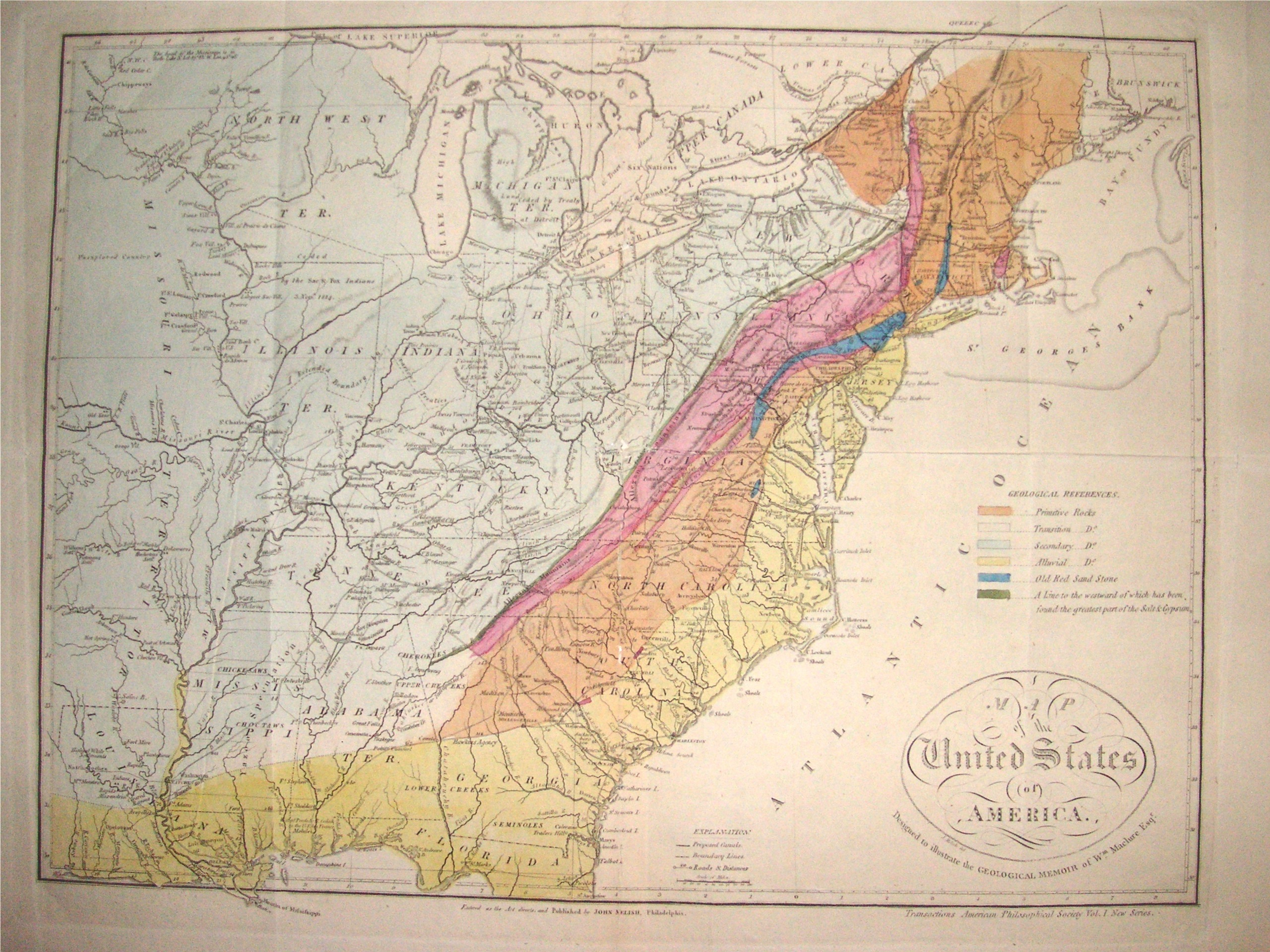
マクルールの地質図

ウィリアム・マクルール（William James Maclure、1763年10月27日 - 1840年3月23日）はスコットランド生まれでアメリカ合衆国に帰化した実業家、地質学者、社会教育家である。アメリカ合衆国、最初の地質図を作成した。

## 略歴
スコットランド、サウス・エアシャーのエアで生まれた。高等教育は受けなかったが貿易の世界で成功し、1782年には貿易会社Miller, Hart & Co.のロンドンでの責任者を務めた。仕事でヨーロッパ各地を旅した。1796年にはフィラデルフィアに移住し、アメリカの市民権を取得した。1797年、34歳になった時点で十分な資産を築き、学問の世界で活動することになった。1799年パリに移住した。ドイツの地質学者、アブラハム・ゴットロープ・ウェルナーによって開かれた構造地質学の方法に学び、ヨーロッパでの地質調査に加わった。1803年には、1797年から1801年の間にアメリカの商船をフランス政府が拿捕したことに対するアメリカの外交交渉団のメンバーも務めた。1805年に後に政治家となり、ヴァージニア大学の設立に貢献するケーベル（Joseph Carrington Cabell）とスイスを訪れ、スイスの教育家ヨハン・ハインリヒ・ペスタロッチの学校を訪れ、感銘を受け、後にペスタロッチの教えを受けた教師をアメリカ合衆国に送りペスタロッチ流の学校を開いた。
1808年にアメリカに戻り、1人でミシシッピ川の地質調査を行ってほぼ一年半をすごした。メイン州からジョージア州の広大な地域をカバーした。1809年にその成果、"Observations on the Geology on the United States, Explanatory of a Geological Map"を出版した。同時期にオランダの鉱物学者、トロースト（Gerard Troost）やフランス生まれの地質学者、ゴードン（Silvain Godon）をアメリカに招いた。
1809年にヨーロッパに地質学の論文の出版のためにヨーロッパに渡った。1812年にフィラデルフィア自然科学アカデミーの創立者の1人となった。1815年の秋、フランスの動物学者、シャルル・アレクサンドル・ルスールとフランスからイギリス、カリブの島を旅して1816年にアメリカ合衆国に戻った。ルスールはマクルールの支援のもと、アメリカ合衆国の魚類などの収集と研究を行った。マクルールは没するまで、フィラデルフィア自然科学アカデミーに多くの書籍や標本を寄付し、毎年一定額の資金を供給した。
1817年から1818年にはジョージア州とフロリダ東部の海岸の科学探検の資金を調達し、この探検には、博物画家の昆虫学者のティティアン・ピールや、鳥類学者のジョージ・オード、昆虫学者のトーマス・セイが同行した。イギリスの博物学者トーマス・ナトールの、アーカンソー州などの採集旅行の資金を調達した。
ヨーロッパに戻り、フランスとイタリアで2年を過ごした後、1820年にスペインのマドリードに移住した。マドリードはその時期、スペイン立憲革命で混乱したため、1824年からイギリスを旅し、社会改革家のロバート・オウエンの経営するニュー・ラナークの実験企業（New Lanark model factories）を見学した。この後、オウエンがインディアナ州ニューハーモニーに築いた共産主義的な生活と労働の共同体にマクルールやルスールらが参加、協力するになった。
健康を害して、静養のためにメキシコに移ったが、科学アカデミーの活動やニューハーモニーの事業は後援した。
多くの地質学の著作を行い「アメリカ地質学の父」と称せられる。